# Devil Soldier
Albums de Loudness
The Birthday Eve
(1981) The Law of Devil's Land
(1983)
Devil Soldier est le second album studio du groupe Loudness sorti en 1982 sous le label Columbia Records.

## Liste des titres
Toutes les paroles sont écrites par Minoru Niihara, toute la musique est composée par Akira Takasaki.
| No  | Titre           | Durée |
| --- | --------------- | ----- |
| A1. | Lonely Player   | 4:51  |
| A2. | Angel Dust      | 4:52  |
| A3. | After Illusion  | 6:00  |
| A4. | Girl            | 2:34  |
| B1. | Hard Workin'    | 3:30  |
| B2. | Loving Maid     | 4:55  |
| B3. | Rock the Nation | 3:24  |
| B4. | Devil Soldier   | 7:09  |

## Composition du groupe
- Minoru Niihara - chants
- Akira Takasaki - guitare
- Masayoshi Yamashita - basse
- Munetaka Higuchi - batterie